# Knobbellandschildpad
De knobbellandschildpad (Psammobates tentorius) is een schildpad uit de familie landschildpadden (Testudinidae). De soort werd voor het eerst wetenschappelijk beschreven door Thomas Bell in 1828. Later werd de wetenschappelijke naam Testudo tentoria gebruikt.
De schildpad bereikt een maximale schildlengte tot 15 centimeter. De kleur van het schild is donkerbruin tot zwart, met lichtere centra van de hoorplaten en een straalsgewijze tekening. De kop en poten zijn grijsbruin tot roodachtig bruin van kleur.
De knobbellandschildpad komt voor in delen van Afrika, en leeft in de landen Namibië en Zuid-Afrika. De habitat bestaat uit woestijnen, savannen en droge bossen. De schildpad eet uitsluitend plantaardig materiaal. In de wintermaanden gaan ze in een soort rusttoestand tot het weer warmer wordt.

## Ondersoorten
Er worden tegenwoordig drie ondersoorten erkend, die verschillen in verspreidingsgebied.
- Ondersoort Psammobates tentorius tentorius
- Ondersoort Psammobates tentorius trimeni
- Ondersoort Psammobates tentorius verroxii